# Devendra Lal
Devendra Lal Membre de la Royal Society (14 febrer 1929 – 1 desembre 2012) va ser un geofísic indi.

## Biografia
Va néixer a Varanasi, Índia. Es va graduar de la Universitat Hindú de Banaras. Es va graduar a la Universitat de Bombai; la seva tesi va ser sobre la física de raigs còsmics; el seu assessor de tesi va ser Bernard Peters.
Va ser Director del Laboratori de Recerca Física a Ahmedabad de 1972 a 1983.
Va ser professor visitant a la Scripps Institution of Oceanography, a la Universitat de Califòrnia, a San Diego, de 1989 a 2012.